# تعدد الزوجات في المورمونية

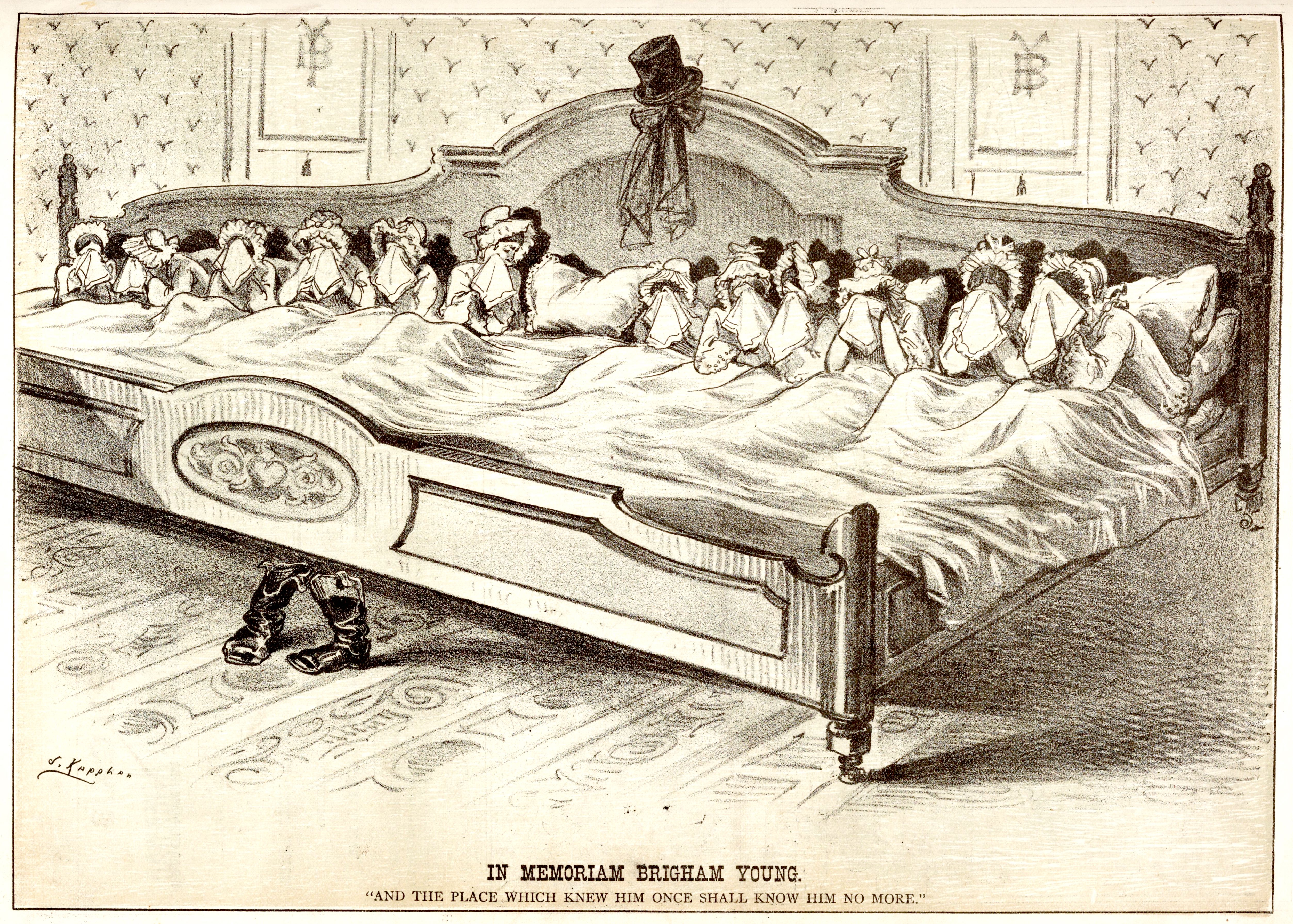
أرامل بريغهام يونغ الـ12 يندبون. كاريكاتير في بوك، المجلد الأول، العدد 26، الصفحة 16، حول تعدد الزوجات المورمونية. النص: "تخليدًا لذكرى بريغهام يونغ. والمكان الذي عرفه يومًا ما لن يعرفه بعد الآن" يشير هذا النص إلى قصة "السرير الطويل" الملفقة (والتوضيح) الموجودة في الفصل 15 من كتاب مارك توين الصادر عام 1872 بعنوان "Roughing It".

يُشير تعدد الزوجات (أو ما يُسمّى لدى كنيسة قديسي الأيام الأخيرة في القرن التاسع عشر والأصوليين المعاصرين الزواج المتعدد أو المبدأ) إلى ممارسة اتّبعها قادة كنيسة يسوع المسيح لقديسي الأيام الأخيرة لفترة امتدت أكثر من نصف القرن التاسع عشر، ومارستها علنًا بين الأعوام 1852 و1890 نسبةٌ من عائلات كنيسة قديسي الأيام الأخيرة تراوحت بين 20% - 30%. في الوقت الحاضر، تواصل عدة طوائف ضمن المورمونية الأصولية في ممارسة تعدد الزوجات.
أثارت ممارسة تعدد الزوجات لقديسي الأيام الأخيرة الجدل، ضمن المجتمع الغربي وفي كنيسة يسوع المسيح لقديسي الأيام الأخيرة نفسها. دُهش جمهور الولايات المتحدة أو صُدِم بممارسة تعدد الزوجات، إذ أشار الحزب الجمهوري في مرحلةٍ ما إلى «ممارستين من بقايا البربرية –تعدد الزوجات والعبودية». تأسست الممارسة الخاصة لتعدد الزوجات في ثلاثينيات القرن التاسع عشر على يد مؤسس الكنيسة جوزيف سميث. ثم جاهرت الكنيسة بالممارسة العلنية لتعدد الزوجات، ودافع عنها في العام 1852 قبل عضو مجلس الرسل الإثني عشر، أورسون برات، بناءً على طلب من رئيس الكنيسة بريغهام يونغ.
لما يزيد عن 60 عامًا، اشتعل الخلاف بين كنيسة المسيح لقديسي الأيام الأخيرة والولايات المتحدة بشأن هذه القضية: دافعت الكنيسة عن هذه الممارسة باعتبارها متعلقة بالحرية الدينية، في حين بذلت الحكومة الفيدرالية كل ما في وسعها للقضاء عليها، تمشيًا مع الرأي العام السائد. وقد تكون ممارسة تعدد الزوجات سببًا مهمًا في اندلاع حرب يوتا في الأعوام 1857 و1858، نتيجةً لمساعي الجمهوريين تصويرَ الرئيس من الحزب الديمقراطي جيمس بيوكانان على أنه غير مُجدٍ في معارضته لكل من تعدد الزوجات والعبودية. في العام 1862، أصدر كونغرس الولايات المتحدة قانون موريل لحظر الزواج المتعدد، وبموجبه حُظر الزواج المتعدد في الولايات. وبالرغم من صدور القانون، واصل أتباع كنيسة قديسي الأيام الأخيرة ممارسة تعدد الزوجات، لاعتقادهم أنها ممارسةٌ مكفولةٌ بموجب التعديل الأول من الدستور الأمريكي. في العام 1879، في قضية رينولدز ضد الولايات المتحدة، أيدت المحكمة العليا للولايات المتحدة قانون موريل، وحكمت: «وُضعت القوانين لضبط السلوكيات، ومع أنه لا يمكنها التدخل في المعتقدات والآراء الدينية المجردة، فإنه يجوز لها التدخل في ضبط الممارسات».
في العام 1890، بعدما تبيّن أن يوتا لن تُقبل في الاتحاد الفيدرالي بسبب مواصلة ممارسة تعدد الزوجات، أصدر رئيس الكنيسة ويلفورد ودروف بيانًا أنهى به رسميًا ممارسة تعدد الزوجات. ورغم أن ذلك البيان لم يُلغِ الزيجات المتعددة القائمة قبله، فقد أدى إلى تحسّن العلاقات مع الولايات المتحدة بشكل ملحوظ بعد العام 1890، وأثمر ذلك عن قبول ولاية يوتا باعتبارها ولاية أمريكية في العام 1896. بعد البيان، استمر بعض أعضاء الكنيسة في تعديد الزوجات، ولكن هذه الزيجات توقفت في نهاية المطاف في العام 1904 عندما تبرّأ رئيس الكنيسة جوزيف سميث من تعدد الزوجات أمام الكونغرس وأصدر «البيان الثاني»، دعا فيه إلى وقف الزواج المتعدد لدى أتباع الكنيسة، وأنشأ عقوبة الحرمان الكنسي بحق كلّ مَن يخالف. انشقت عن كنيسة المسيح لقديسي الأيام الأخيرة عدة مجموعات «أصولية» صغيرة، لرغبتها في مواصلة هذه الممارسة، بما في ذلك الأخوة الرسوليون المتحدون والكنيسة الأصولية ليسوع المسيح لقديسي الأيام الأخيرة. من جهة أخرى، تواصل كنيسة قديسي الأيام الأخيرة تبنّي سياستها المتمثلة في المعاقبة بالحرمان الكنسي لأعضائها الذين يمارسون تعدد الزوجات، وتسعى في الوقت الحالي إلى النأي بنفسها عن الجماعات الأصولية التي تواصل هذه الممارسة. تذكر الكنيسة على موقعها الإلكتروني أن «العقيدة الأساسية للكنيسة هي الزواج الأحادي» وأن تعدد الزوجات مثّل استثناءً مؤقتًا للقاعدة.

## أصل الممارسة
أفاد العديد من المنضمّين الأوائل للكنيسة، بما في ذلك بريغهام يونغ، وأورسون برات، وليمان جونسون أن جوزيف سميث كان يدعو للزواج المتعدد في السر، في وقت مبكر حوالي العام 1831 أو 1832. ذكر برات أن سميث أخبر بعض الأعضاء الأوائل في الكنيسة في الأعوام 1831 و1832 أن الزواج المتعدد مبدأ صحيح، إنما لم يحن بعدُ أوان ممارسته. ادعى جونسون أيضًا أنه سمع عن الممارسة من سميث في العام 1831. وذكر موزياه هانكوك أن والده تلقى تعليمًا عن الزواج المتعدد في ربيع العام 1832.

حرّمت إصدارات الأعوام 1835 و1844 من عقيدة الكنيسة ومواثيقها تعدد الزوجات وأعلنت أن الزواج الأحادي هو النوع الوحيد المقبول من الزواج:
نظرًا للاتهامات التي تلقتها كنيسة المسيح بارتكابها جريمة الزنا وتعدد الزوجات: فإننا نعلن أننا نؤمن بأن الرجل يجب أن يكون له زوجة واحدة؛ وأن المرأة يجب أن يكون لها زوج واحد، إلا في حالة الوفاة، فإنه يصبح لأي منهما الحرية في الزواج مرة أخرى.
سجل ويليام كلايتون، الموظف لدى سميث، أمثلة مبكرة من الزيجات المتعددة في العام 1843: «في اليوم الأول من شهر مايو للعام 1843، أشرفت في مكتب أحد كبار الكنيسة على زواج لوسي والكر بالنبي جوزيف سميث، في مقر إقامته. وفي تلك الفترة، اتخذ النبي جوزيف عدة زوجات أخريات. ومن بين أولئك، أذكر بشكل جيد إليزا بارتريدج، وإيميلي بارتريدج، وسارة آن ويتني، وهيلين كيمبول، وفلورا ودوورث. وكما أسرّ لي، فإن جميع أولئك النسوة كُنّ زوجاته الشرعيات، وتزوجهنّ بموجب الأوامر السماوية. كانت زوجته إيما على علمٍ بحقيقة أن بعض هؤلاء، إن لم يكن جميعهن، هنّ زوجاته، وبشكل عام كانت تعاملهنّ بكلّ لُطف».
في فترة مبكرة تعود للعام 1832، عمل المبشرون المورمون بنجاح على استقطاب أتباع الزعيم الديني المنادي بتعدد الزوجات جيكوب كوتشران في ولاية ماين، الذي توارى عن الأنظار في العام 1830 هربًا من عقوبة السجن بسبب ممارسته تعدد الزوجات. من بين ابتكارات كوتشران في مؤسسة الزواج كانت «الزوجات الروحية»، و«استلزم هذا التقليد تلقّيه مجموعاتٍ دورية من الرفقاء الروحيين، وأن يكون هؤلاء دائمًا أكثر نساء المجتمع نشاطًا وجمالًا». حضر غالبية أعضاء ما أصبح يُعرف في العام 1835 باسم مجلس الإثني عشر حضروا مؤتمرات مورمونية عُقدت في قلب مناطق نشاط كوتشران في العامين 1834 و1835. تعرّف بريغهام يونغ، أحد رسل الكنيسة، على أتباع كوتشران خلال رحلاته تبشيرية مرورًا بمناطق نشاط كوتشران من بوسطن إلى ساكو، وتزوج فيما بعد أوغستا آدامز كوب، والتي كانت سابقًا من أتباع كوتشران.

أعلن جوزيف سميث عن استنكاره لتعدد الزوجات، ونفى تورطه بها. تعرّض ممارسو الزواج المتعدد إلى الحرمان الكنسي، كما تُشير سجلات الكنيسة ومنشوراتها. بالرغم من ذلك، بدأ كبار الكنيسة في ممارسة تعدد الزوجات في أربعينيات القرن التاسع عشر، وخصوصًا أعضاء مجلس الإثني عشر. خلال فترة خلافه من الكنيسة، كتب سيدني ريغدون رسالةً في رد فعل عنيف على صحيفة الرسول والنصير في العام 1844هاجم فيها مجلس الإثني عشر التابع للكنيسة وارتباطه المزعوم بتعدد الزوجات:
ليس خافيًا على أحد أن [مجلس] الإثني عشر وأتباعهم حرصوا على مواصلة ممارسات الزوجة الروحية هذه... وبذلوا قصارى جهدهم المعيب لإخفاء ذلك عن العلن. أولًا، يعمدون إلى إهانة الإناث البريئات بفعلهم ذلك، وعندما يعترضن على الإهانة، فإن هذه الوحوش ذات الأشكال البشرية يفترون عليهنّ بالأكاذيب، وشهادة الزور، بمساعدة ثلّة من الرجال المتأهّبين لمساعدتهم في القضاء على ضحايا إهاناتهم، وكل هذا ليتمكنوا من إخفاء ممارساتهم المشينة تلك عن العالم.
في ذلك الوقت، أُخفيت هذه الممارسة عن غير أعضاء الكنيسة، بل وعن معظم أعضائها. طوال حياته، نفى سميث علنًا اتخاذه عدة زوجات.